# Zipper Interactive
Zipper Interactive är en amerikansk datorspelsutvecklare. Företaget ligger i Redmond, Washington och grundades år 1995 som dotterbolag åt Sony Computer Entertainment. Företaget har utvecklat många spel till olika spelkonsoler. Det är främst känt för att ha utvecklat Socom-spelserien för Playstation 2, Playstation Portable och Playstation 3.

## Spel (i urval)
| Speltitel                               | Datum | Format               |
| --------------------------------------- | ----- | -------------------- |
| DeathDrome                              | 1996  | Microsoft Windows    |
| Top Gun                                 | 1998  | Microsoft Windows    |
| Recoil                                  | 1999  | Microsoft Windows    |
| MechWarrior 3                           | 1999  | Microsoft Windows    |
| Crimson Skies                           | 2000  | Microsoft Windows    |
| SOCOM: U.S. Navy SEALs                  | 2002  | Playstation 2        |
| SOCOM II: U.S. Navy SEALs               | 2003  | Playstation 2        |
| SOCOM 3: U.S. Navy SEALs                | 2005  | Playstation 2        |
| SOCOM: U.S. Navy SEALs Fireteam Bravo   | 2005  | Playstation Portable |
| SOCOM: U.S. Navy SEALs Combined Assault | 2006  | Playstation 2        |
| SOCOM: U.S. Navy SEALs Fireteam Bravo 2 | 2006  | Playstation 2        |
| MAG                                     | 2010  | Playstation 3        |
| SOCOM 4: U.S. Navy SEALs                | 2011  | Playstation 3        |